# 押しだしましょう子
押しだしましょう子（おしだしましょうこ、1984年11月18日 - ）は、日本のお笑いタレント、アナウンサー。マセキ芸能社所属。
富山県中新川郡立山町出身。本名：永井 祥子（ながい しょうこ）。

## 略歴・人物
公称サイズは身長148cm、B92cm、W60cm、H98cm、足22.5cm。
小学生の頃は、子役として多くのドラマに出演していた安達祐実に夢中になり、親近感を抱いて本気で「友達になりたい！」と思い、安達の所属する事務所に親に内緒でタレントとして応募したことがあったが、その書類に不備があって事務所に届かずに郵便局から戻って来たことで親に書類が見つかり、タレントになることを猛反対されたが、彼女の熱意に両親も根負けして、アナウンサーならばということで許してくれたという。このようにアナウンサーは、最初は親に言われた選択肢だったが、この職業を調べていくうちに、自らアナウンサーになりたいと思うようになり、学校でも放送委員を務めていたことがあった。
京都橘大学大学院文学研究科書道専攻修了後、NHK松江放送局浜田報道室に契約キャスターとして採用。しかしNHK時代は記者やディレクター的な仕事が多かったことから、4年務めた後に民放への憧れと喋りの機会を求めて、2013年に長崎放送に契約リポーターとして転じる。本人曰く、長崎放送時代は全然うまく出来なかったということだが、この時に初めてお笑いというものを意識したという。1年後長崎放送での契約が終了した後、地元・富山のとやまソフトセンターに入社するが、わずか3ヶ月で退社。チューリップテレビに契約アナウンサーとして入社。富山でのアナウンサー時代に「中継が面白い」と友人から後押しされて、R-1ぐらんぷりに初出場。
2016年に鳥取市役所企画推進部秘書課広報室に入り、広報番組『とっとり知らせたい!』（金曜・土曜放送）などでキャスターを務める。鳥取に来てから女子相撲を始めて相撲好きになり、鳥取市職員時代には、地元の鳥取巡業に携わっていたことがある。
常に東京でアナウンサーとして活躍することを夢に持っていたが、体を張ったリポートが評判を呼んでいたこともあって、東京でアナウンサーになる夢に繋がるかもしれないという手応えを掴んで、マセキ芸能社のスクールに通い始める。週1回の授業を受けに鳥取から深夜バスで12時間かけて通い、授業が終わった後はその日の同じ深夜バスで帰っていたということで、翌朝の市役所の勤務には間に合わず、昼からの勤務にして貰っていたという。お笑いでの初舞台に立ったのは2015年頃で、それから「THE W」決勝戦出場までの舞台経験は7回だった。
2017年のR-1ぐらんぷりでは3回戦まで進出。同年の女芸人No.1決定戦 THE Wではアマチュア（当時）として決勝戦に進出。「THE W」では、ちゃんこ鍋の具をトーナメント方式で対戦させるというネタを演じた。フリップ芸も特技としており、フリップネタを披露することもある。
2019年にマセキ芸能社所属が決まり、同年3月31日に、任期満了により鳥取市役所広報キャスターを退職して上京、翌4月1日より現事務所所属。本人も「鳥取は特別な所で、鳥取人の気分」と話している。事務所での所属カテゴリは「アナウンサー」という扱いになっているが、ライブにも出演してネタを披露している。
趣味は相撲、階段を登ること、身体を動かすこと、四股を踏むこと。特技は女子相撲、書道、司会、体を張ったリポート、股割り。チューリップテレビ時代には、レスリング、タックルも趣味と紹介されていた。目標とする芸人はいとうあさこ。

## 出演

### テレビ
「永井祥子」として
- しまねっとNEWS610（NHK松江）- 2011年4月～2013年3月（浜田報道室）
- あっぷる（長崎放送）- リポーター、2013年4月～2014年3月

「押しだしましょう子」として
- 女芸人No.1決定戦 THE W 決勝戦（日本テレビ）- 2017年12月11日
  - 女芸人の頂点は!?「THE W」 決勝進出者決定!大女子会SP（日本テレビ）- 2017年12月2日
- サンデージャポン（TBS）- 2017年12月17日
- 有吉ジャポン（TBS）- 2018年1月20日
- 逆転発想！シーズンオフ旅（日本テレビ）- 2018年1月27日
- 人生が変わる1分間の深イイ話（日本テレビ）- 2018年1月29日
- ウチのガヤがすみません!（日本テレビ）- 2018年2月6日初出演
- 〜地元民VS有名芸能人〜 人気者をダマしてやるぞツアー（関西テレビ）- 2018年3月17日
- ナイツのHIT商品会議室（千葉テレビ放送）- 2019年6月7日〜
- バカリズムの30分ワンカット紀行（BSテレビ東京） - 2020年5月9日（5月8日深夜）